# Nick Atkinson
Nick Atkinson, egentligen Nicholas James Finn Atkinson, född 14 mars 1979 på Frösön i Jämtland, är en svensk skådespelare och röstskådespelare. 
Atkinson spelade rollen som Torleif Andersson i TV-serien från 1994 och långfilmen från 1995 om Bert. 
Han arbetar främst med dubbning och som speaker i reklamfilmer. En av hans större roller är rösten till unge Herkules i Disney-filmen från 1997 med samma namn. I 2003 års tecknade TV-serie om Teenage Mutant Ninja Turtles stod han för Michelangelos röst då serien dubbades till svenska. När långfilmen TMNT dubbades till svenska var det Kim Sulocki som gjorde rösten till Michelangelo medan Atkinson gjorde rösten åt Leonardo. Atkinson har även svarat för andra figurers röster, bland andra Jake Long (American Dragon: Jake Long), Dave (Dave Barbaren), Bloo (Fosters hem för påhittade vänner), Nummer 4 (Kodnamn: Grannungarna) och Johnny Test (Johnny Test och 2021 års Johnny Test).
När Taran och den magiska kitteln dubbades om på svenska 1998 läste han Tarans röst. Hos gör också den svenska rösten till Meckar-Micke.
Hans mor har brittiska anor och är kusin med med skådespelaren och komikern Rowan Atkinson.